# 하비에르 베세라

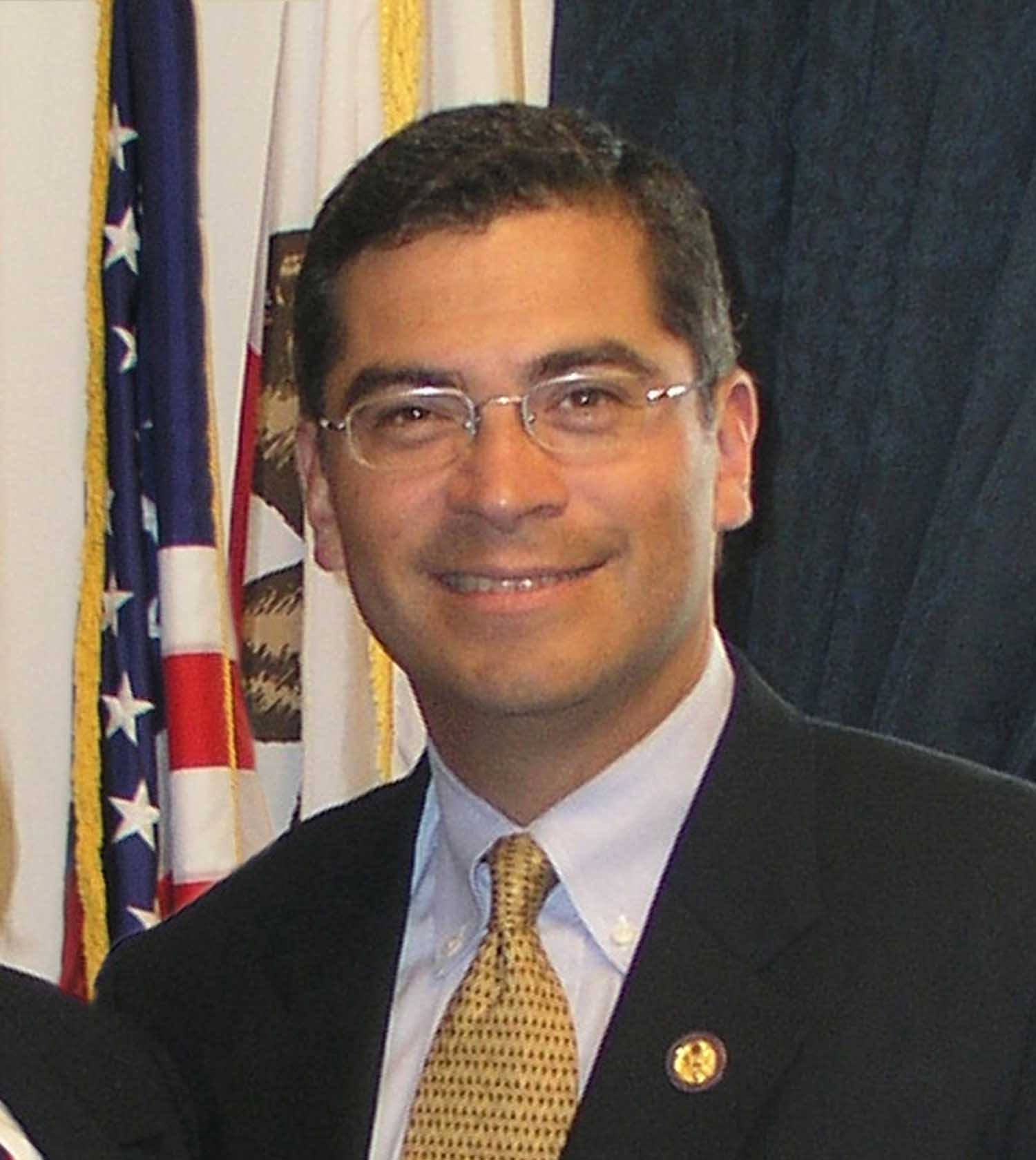

하비에르 베세라(영어: Xavier Becerra, 1958년 1월 26일~)는 미국의 법조인, 정치인으로 제25대 보건복지부 장관이다. 일전에 그는 2017년 1월부터 2021년 3월까지 캘리포니아주의 법무장관이었다. 그는 1993년부터 2017년까지 다운타운 로스앤젤레스 지역의 하원의원을 지낸 바 있다. 민주당원인 그는 2013년부터 2017년까지 하원 민주당 위원장을 역임했다. 2020년 12월 7일 조 바이든 대통령 당선인은 그를 보건복지부 장관으로 지명하겠다는 의사를 밝혔다.
캘리포니아주 새크라멘토에서 멕시코인 부모 밑에서 태어났으며, 스탠퍼드 대학교를 졸업하고 스탠퍼드 법학대학원에서 법무박사 학위를 취득했다. 매사추세츠주 중부의 법률지원공사에서 법조인 경력을 시작했으며, 1986년 캘리포니아로 돌아간 이후 아트 토레스 주 상원의원의 행정보좌관을 지냈다. 1987년부터 1990년까지 캘리포니아주 법무차관을 역임했으며, 1990년부터 1992년까지 캘리포니아 주의원직을 맡았다.
1992년 처음으로 연방하원에 당선되었으며, 1993년부터 2003년까지 캘리포니아주 30번 구역을, 2003년부터 2013년까지 31번 구역을, 2013년부터 2017년까지 34번 구역을 대변했다. 1997년부터 1999년까지 하원 히스패닉 위원장을, 2009년부터 2013년까지 하원 민주당 부위원장을 역임했으며, 적자감축합동특별위원을 지내기도 했다.

## 역대 선거 결과
| 선거명      | 직책명                           | 대수  | 정당   | 득표율  | 득표수      | 결과 | 당락                       |
| ----------- | -------------------------------- | ----- | ------ | ------- | ----------- | ---- | -------------------------- |
| 1990년 선거 | 하원의원 (캘리포니아 제59선거구) | 79대  | 민주당 | 60.88%  | 34,650표    | 1위  | 캘리포니아 하원의원 당선   |
| 1992년 선거 | 하원의원 (캘리포니아 제30선거구) | 103대 | 민주당 | 58.41%  | 48,800표    | 1위  | 캘리포니아주 하원의원 당선 |
| 1994년 선거 | 하원의원 (캘리포니아 제30선거구) | 104대 | 민주당 | 66.15%  | 43,943표    | 1위  | 캘리포니아주 하원의원 당선 |
| 1996년 선거 | 하원의원 (캘리포니아 제30선거구) | 105대 | 민주당 | 72.32%  | 58,283표    | 1위  | 캘리포니아주 하원의원 당선 |
| 1998년 선거 | 하원의원 (캘리포니아 제30선거구) | 106대 | 민주당 | 81.25%  | 58,230표    | 1위  | 캘리포니아주 하원의원 당선 |
| 2000년 선거 | 하원의원 (캘리포니아 제30선거구) | 107대 | 민주당 | 83.29%  | 83,223표    | 1위  | 캘리포니아주 하원의원 당선 |
| 2002년 선거 | 하원의원 (캘리포니아 제31선거구) | 108대 | 민주당 | 81.15%  | 54,569표    | 1위  | 캘리포니아주 하원의원 당선 |
| 2004년 선거 | 하원의원 (캘리포니아 제31선거구) | 109대 | 민주당 | 80.21%  | 89,363표    | 1위  | 캘리포니아주 하원의원 당선 |
| 2006년 선거 | 하원의원 (캘리포니아 제31선거구) | 110대 | 민주당 | 100.00% | 64,952표    | 1위  | 캘리포니아주 하원의원 당선 |
| 2008년 선거 | 하원의원 (캘리포니아 제31선거구) | 111대 | 민주당 | 100.00% | 110,955표   | 1위  | 캘리포니아주 하원의원 당선 |
| 2010년 선거 | 하원의원 (캘리포니아 제31선거구) | 112대 | 민주당 | 83.82%  | 76,363표    | 1위  | 캘리포니아주 하원의원 당선 |
| 2012년 선거 | 하원의원 (캘리포니아 제34선거구) | 113대 | 민주당 | 85.62%  | 120,367표   | 1위  | 캘리포니아주 하원의원 당선 |
| 2014년 선거 | 하원의원 (캘리포니아 제34선거구) | 114대 | 민주당 | 72.54%  | 44,697표    | 1위  | 캘리포니아주 하원의원 당선 |
| 2016년 선거 | 하원의원 (캘리포니아 제34선거구) | 115대 | 민주당 | 77.18%  | 122,842표   | 1위  | 캘리포니아주 하원의원 당선 |
| 2018년 선거 | 캘리포니아주 법무장관            | 33대  | 민주당 | 63.57%  | 7,790,743표 | 1위  | 캘리포니아주 법무장관 당선 |